# Paluzzo Paluzzi Altieri degli Albertoni
Paluzzo Paluzzi Altieri degli Albertoni (8 de junho de 1623 – 29 de junho de 1698) foi um cardeal católico italiano e cardeal-sobrinho do Papa Clemente X.

## Biografia
Altieri nascido Paluzzo Paluzzi degli Albertoni em Roma, o mais velho dos dois filhos de Antonio Paluzzi degli Albertoni (segundo Marquês de Rasina) e Laura Carpegna. Estudou na Universidade de Perúgia e obteve um doutorado de direito. Depois disso, se tornou um clérigo da Câmara Apostólica durante a parte final do pontificado do Papa Urbano VIII e durante o pontificado do Papa Inocêncio X. Tornou-se Auditor-Geral da Câmara Apostólica durante o pontificado do Papa Alexandre VII.
Em 1664, Altieri foi elevado a cardeal in pectore pelo Papa Alexandre VII. Sua elevação a cardeal foi publicada em 1666 e foi nomeado cardeal-presbítero de Santi Apostoli em Roma. No mês seguinte, foi eleito bispo de Montefiascone e Corneto e consagrado pelo parente de sua mãe, o cardeal Ulderico Carpegna. Participou no conclave de 1667 que elegeu o Papa Clemente IX.
Nos anos seguintes, se tornou um conselheiro próximo ao Cardeal Emilio Altieri. No conclave de 1669-1670 Altieri foi eleito como Papa Clemente X. No dia da sua eleição, adotou Paluzzo e mudou seu nome para Paluzzo Paluzzi Altieri degli Albertoni em homenagem ao seu novo tio adotivo. A partir daí se tornou cardeal-sobrinho de Clemente. Em maio de 1670 foi nomeado arcebispo de Ravena e legado papal em Avignon.
Em 1671, Altieri foi nomeado Prefeito da Congregação para a Evangelização dos Povos (cargo que ocupou até sua morte) e foi feito governador de Tivoli. Naquele mesmo ano, foi nomeado Camerlengo e cardeal da coroa da Irlanda (em que ocupou ambos os cargos até 1698).
Entre 1673 e 1677 foi feito núncio em Urbino e, durante esse período foi nomeado Secretário dos Breves Apostólicos; renunciou a diocese de Ravenna e, quando o Papa Clemente morreu, participou do conclave de 1676 que elegeu o Papa Inocêncio XI.
Altieri foi nomeado ou designou a si mesmo para tantas posições que foi acusado por seus contemporâneos de megalomania. Apesar de ter estabelecido uma carreira eclesiástica bem conceituada, a sua experiência diplomática limitada causou problemas para o Papa e para a Santa Sé, mesmo após a morte de Clemente.
Entre 1678 e 1679 também foi nomeado Camerlengo do Sagrado Colégio dos Cardeais (já era Camerlengo da Santa Igreja Romana).
Foi nomeado cardeal-presbítero de São Crisógono (1681), cardeal-presbítero de S. Maria em Trastevere (1684) e, em seguida, cardeal-bispo de Sabina em 1689, antes de participar no conclave de 1689 que elegeu o Papa Alexandre VIII. Participou no conclave de 1691 que elegeu o Papa Inocêncio XII e depois foi nomeado cardeal-bispo de Palestrina.
Foi feito Arcipreste da Basílica Patriarcal de Latrão em 1693 e Bispo do Porto e de Santa Rufina e Sub-Decano do Colégio dos Cardeais, em janeiro de 1698.
Seis meses depois, em 29 de junho de 1698, morreu subitamente em sua mesa de jantar;  e foi sepultado na capela de São João Batista.